# Kurt von Tippelskirch
Kurt von Tippelskirch, Kurt Oskar Heinrich Ludwig Wilhelm von Tippelskirch, född 9 oktober 1891 i Charlottenburg, Berlin, död 10 maj 1957 i Lüneburg, var en tysk general.

## Bakgrund
Han gick med i den tyska armén och var färdigutbildad den 3 mars 1910. Som löjtnant tillfångatogs han av fransmännen vid Slaget vid Marne i september 1914, och fritogs 1920. Mellan 1924 och 1933 tjänstgjorde han inom infanteriet för att flyttas över till försvarsministeriet 1936.
Mellan 1938 och 1941 arbetade han med att analysera information som tyskarna fick under Operation Barbarossa. 5 januari – 5 juni 1942 tjänstgjorde han som generallöjtnant i 30:e infanteridivisionen i 16. Armee, 27 augusti 1942 – 1 februari 1943 som general vid östfronten i 8:e italienska armén, 18 februari – 4 juni 1944 ledde han XIII. Armeekorps och i juni–juli samma år ledde han tillfälligt 4. Armee. 
Den 18 juli 1944 skadades han i en flygplanskrasch. Mellan 31 oktober 1944 och 22 februari 1945 tjänstgjorde han vid västfronten, först som kommendör för 1. Armee i Lorraine och sedan för 14. Armee i Italien. Den 26 december 1942 lanserade han Operation Wintergewitter under Slaget vid Stalingrad. Mellan 27 april och 2 maj 1945 kommenderade han 21. Armee vid dess kollaps vid östfronten och 29 april till 1 maj samma år Heeresgruppe Weichsel i stället för Kurt Student. Den 2 maj kapitulerade von Tippelskirch för den amerikanska armén.
Efter kriget skrev von Tippelskirch flera böcker om militärhistoria, varav en, Östfronten under andra världskriget, finns översatt till svenska.

## Befordringar
- Fahnenjunker –
- Fähnrich – 3 mars 1910
- Leutnant – 20 mars (23 mars) 1911
- Oberleutnant – 3 september 1919
- Hauptmann –
- Major – 1 februari 1930
- Oberstleutnant – 1 februari 1933
- Oberst – 1 mars 1935
- Generalmajor – 1 april 1938
- Generalleutnant – 1 juni 1940
- General der Infanterie – 27 augusti 1942